# Ashur-bel-kala
Ashur-bel-kala (también Aššur-bel-kala; «el dios Aššur es el señor de todas las cosas») fue hijo de Tiglat-Pileser I y rey de Asiria entre 1074 y 1056 a. C. Accedió al trono tras el breve reinado de su hermano Asharid-apal-Ekur. Gobernó durante 18 años.
Después de su toma de posesión, fue visitado por el rey de Babilonia, Marduk-shapik-zeri, con el que restableció relaciones amistosas, que se habían roto con sus antecesores, Tiglatpileser I, y Marduk-nādin-aḫḫē, probablemente forzadas por su necesidad común de hacer frente al enemigo arameo. Marduk-šāpik-zēri murió unos cinco años después, y esto parece haber galvanizado a Aššūr-bēl-kala a intervenir militarmente, para instalar a un sucesor de su gusto.
La Historia sincrónica relata que el siguiente rey babilonio, Adad-apla-iddina, fue nombrado por Aššur-bel-kala, que se casó con su hija, y «se la llevó, con una gran dote, a Asiria», concluyendo que «los pueblos de Asiria y Babilonia se mezclaron pacíficamente entre sí».
Murió prematuramente, y fue enterrado en la ciudad de Aššur, Su tumba fue una de las cinco encontradas en la parte baja del palacio de Aššūr. Fue sucedido, brevemente, por su hijo, Eriba-Adad II, cuyo corto reinado fue seguido por el de su hermano, Šamši-Adad IV.